# Хордофон

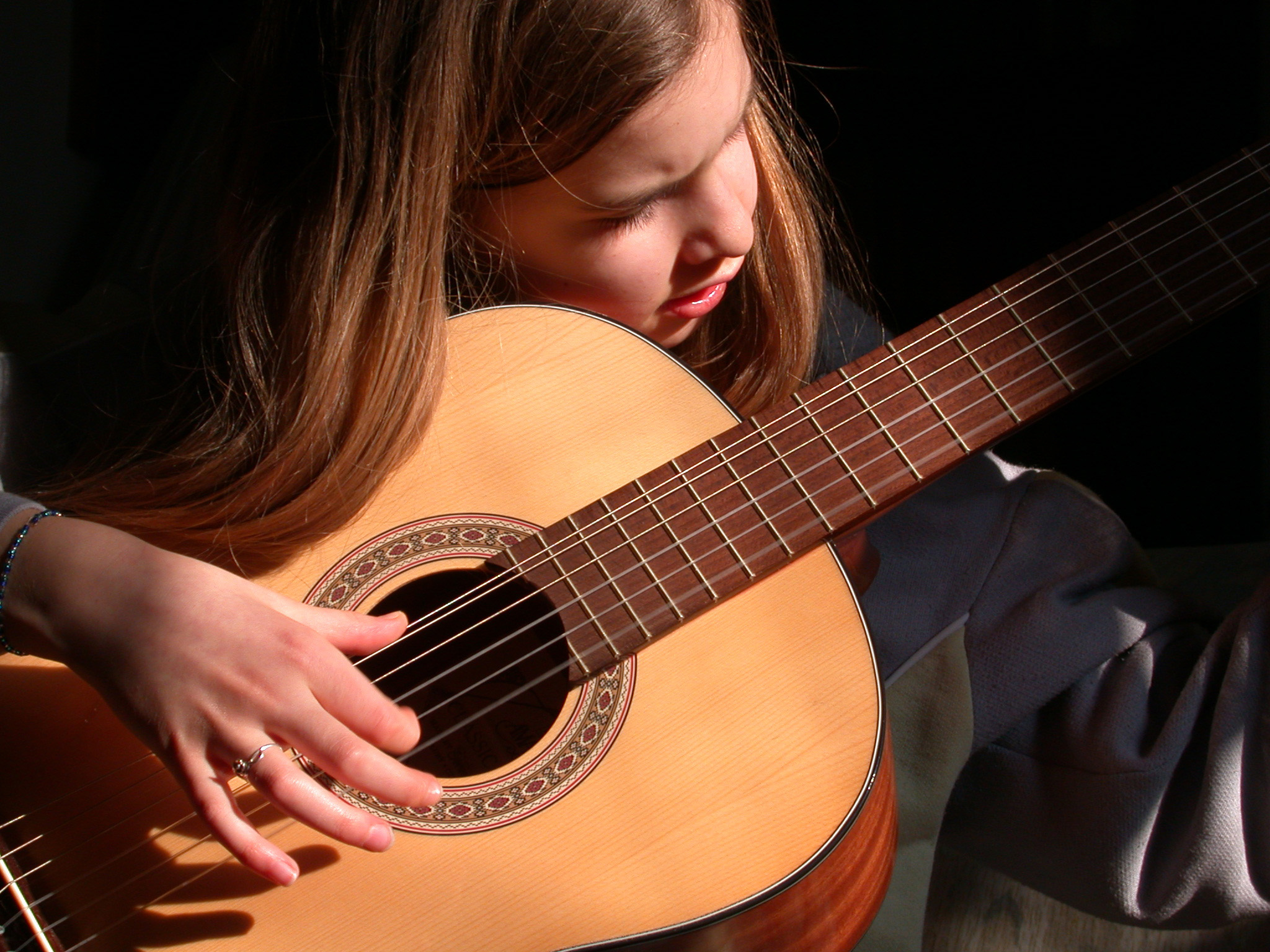
Исполнительница на гитаре защипывает струну

Хордофон — музыкальный инструмент, в котором элементом, издающим звук, является струна (струны), натянутая между двумя фиксированными точками.
В эту группу включаются практически все струнные инструменты и множество клавишных инструментов — например, фортепиано и клавесин.
Система Хорнбостеля — Закса присваивает им номер 3. Далее они разделяются:
- 3.1 Простые (цитры). Инструмент состоит из струн и механизма натяжения, резонатор может быть отделён от остальной конструкции или вообще отсутствовать.
- 3.2 Составные хордофоны. Резонатор является частью инструмента, их разделение невозможно.
- 3.3 Хордофоны без классификации[2].

Большинство западных инструментов попадают во вторую группу, но фортепиано и клавесин попадают в первую группу. Критерий Хорнбостеля и Закса, определяющий, к какой подгруппе относится инструмент, состоит в следующем: если резонатор можно удалить, не разрушая инструмент, то он классифицируется как 3.1. Идея о том, что корпус пианино, действующий как резонатор, может быть удален без разрушения инструмента, может показаться странной, но если механику и струны пианино извлечь из его корпуса, на нем всё равно можно будет играть. Это не относится к скрипке, потому что струна проходит по мосту, расположенному на коробке резонатора, поэтому удаление резонатора лишит струны натяжения.